# Bahnhof Hoffnungsthal
Der Bahnhof Hoffnungsthal liegt an der Rotdornallee im Zentrum von Hoffnungsthal. Er bedient heute nur noch die Bahnstrecke Köln-Kalk–Overath, die weiteren Anschluss an die Strecke Oberbergische Bahn hat. In Hoffnungsthal zweigte bis 1966 die Bahnstrecke Köln-Mülheim–Lindlar ab.

## Geschichte
Der erste Bahnhof in Hoffnungsthal lag etwa einen Kilometer nördlich des heutigen Bahnhofs ebenfalls an der Rotdornallee.

### Nördlicher Bahnhof
Am 2. Juli 1888 setzte sich ein Ausschuss von 28 Mitgliedern, zu denen auch die Firma August Reusch aus Hoffnungsthal gehörte, dafür ein, die Bahnstrecke Köln-Mülheim–Bensberg weiter auszubauen. Daraufhin begann man mit dem Bau des Bahnhofs Hoffnungsthal. In der Folge wurde 1890 die Teil-Strecke von Bensberg über Forsbach und Rösrath bis Hoffnungsthal eröffnet. Der Bahnhof hatte ein Empfangsgebäude entsprechend der Bahnhofsklasse IV sowie einen Güterschuppen und ein Abort. Für die Güterverladung und den Stückgutverkehr standen zwei Abstellgleise zur Verfügung. Nach dem Bau des neuen Bahnhofs wurde der nördliche Bahnhof stillgelegt. Das Bahnhofsgebäude hat man im Jahr 1935 abgerissen. Heute steht hier die Kindertagesstätte „Purzelbaum.“

### Südlicher Bahnhof
Der Bau des Hoffnungsthaler Tunnels zwischen Hoffnungsthal und Honrath im Jahr 1910 ermöglichte eine direkte Verbindung zu der bereits bestehenden Bahnstrecke Siegburg–Olpe. Im gleichen Jahr wurde die neue Strecke als Bahnstrecke Kalk–Overath eröffnet. Die Abzweigung lag südlich des bisherigen Bahnhofes. Darum war für beide Strecken eine neue Bahnhofsanlage südlich der Abzweigung gebaut worden. Sie bestand aus einem doppelgiebeligen Empfangsgebäude mit Bahnhofsgaststätte und Toilettenanlage sowie einem Nebengebäude für den Frachtverkehr. Um das Bahnhofsgebäude herum lagen zehn Gleise für beide Strecken.
Nach der Stilllegung der Bahnstrecke Köln-Mülheim–Lindlar im Jahr 1966 wurden die dazu gehörenden Gleisanlagen komplett entfernt. Die heute noch stehenden Bahnhofsgebäude wurden verkauft. Die Bahnhofsanlage wurde komplett umgebaut. Der Bahnhof besteht bis auf den heutigen Tag. Er hat nur noch ein Durchfahrtsgleis und ein Kreuzungsgleis, der Bahnsteig liegt zwischen beiden Gleisen.

## Verkehrsanbindung
Der Bahnhof wird im Schienenpersonennahverkehr von der Regionalbahn RB 25 bedient.
| Linie | Verlauf / Anmerkungen | Takt (Mo–Fr)                                               |
| ----- | --- | ---------------------------------------------------------- |
| RB 25 | Oberbergische Bahn: Köln Hansaring – Köln Hbf – Köln Messe/Deutz – Köln Trimbornstraße – Köln Frankfurter Straße – Rösrath-Stümpen – Rösrath – Hoffnungsthal – Lohmar-Honrath – Overath – Engelskirchen – Ründeroth – Gummersbach-Dieringhausen – Gummersbach – Marienheide – Meinerzhagen – Kierspe – Halver-Oberbrügge – Lüdenscheid-Brügge – Lüdenscheid Stand: Fahrplanwechsel Dezember 2023 | 30 min (Köln–Gummersbach) 60 min (Gummersbach–Lüdenscheid) |